# 张生家
张生家（？年—），现任陆军军医大学第二附属(新桥)医院神经外科教授。武汉大学病毒学与分子生物学专业学士、硕士，海德堡大学神经生物学专业博士。张生家曾在海德堡大学神经生物学系神经科学交叉学科中心、挪威科技大学神经计算中心系统神经科学科维理研究所做博士后。在挪威做博士后期间，他师从2014年諾貝爾生理學或醫學獎得主爱德华·莫泽和迈-布里特·莫泽夫妇。后来，张生家受聘回中国到清华大学任职，待聘为清华大学教授，清华大学—北京大学生命科学联合中心学术带头人。2015年9月，张生家将一篇论文发表在《科学通报》英文版上，引起和北京大学研究员谢灿“抢发论文”的争议。北京大学和清华大学的联合调查委员会认定张生家的做法违反学术规范，清华大学停止引进张生家，将其解聘。

## 生平
张生家1983年考入武汉大学病毒学与分子生物学系，1987年本科毕业。同年，留系继续攻读研究生，在1990年获得硕士学位。根据武汉大学图书馆的数据，张生家的导师为齐义鹏教授和黄永秀副教授，他提交了两篇硕士学位论文，分别是《大尺蠖核型多角体病毒的多角体蛋白基因的定位、克隆、物理图谱及序列测定》和《带tac启动子的枯草杆菌质粒高效表达载体的构建》，其学习的专业是分子生物学，研究方向为病毒基因工程，他在1990年6月完成了答辩。后来，《大尺蠖核多角体病毒多角体蛋白基因的物理图谱和部分序列测定》以张生家、齐义鹏、黄永秀、裴子飞四位作者的名义发表在1991年1期的《病毒学报》上，《大尺蠖核型多角体病毒多角体蛋白基因的结构分析》以齐义鹏、张生家、黄永秀、裴子飞四人的名义发表在1992年2期的《微生物学报》上。
根据张生家的教育和科研简历，他在2003年才回到学术圈，到德国海德堡大学神经生物学专业攻读博士学位。2006年，他拿到博士学位。同年，他留在海德堡大学神经生物学系神经科学交叉学科中心做博士后。2008年，他离开海德堡，去了挪威。他在挪威科技大学神经计算中心系统神经科学科维理研究所做博士后，博士后导师是爱德华·莫泽和迈-布里特·莫泽夫妇。莫泽夫妇后来与约翰·奥基夫分享了2014年諾貝爾生理學或醫學獎。张生家的妻子叶菁也同时来到这个中心做博士后。叶菁是德国癌症研究中心分子和细胞生物学博士。据张生家介绍，他和妻子当时受莫泽夫妇的邀请，前来挪威帮助他们搭建科维理研究所的第一个分子生物学实验室。张生家拉起了一个四人团队，队中包括两个本科毕业于北京大学的博士生。2010年，张生家被提拔为课题组长。四年间张生家完成的工作融为一篇14页的论文，发表在《科学》期刊上。
2014年，张生家和妻子叶菁受聘回中国任职，到清华大学筹建新的实验室。张生家受聘为清华大学教授，担任清华大学—北京大学生命科学联合中心学术带头人。

### 抢发论文事件
2015年9月16日，《澎湃新闻》刊发报道《清华学者抢发北大教授“诺奖级”论文，涉事两校要求撤稿未果》。报道称，2014年12月北京大学生命科学学院谢灿教授带领的研究组在动物磁感应受体蛋白做出了重要、新颖的发现。谢灿将论文投给《自然》杂志的子刊《自然材料》（Nature Materials），文章进入审稿阶段。然而，张生家得知谢灿的研究成果后，进行了进一步的研究，在谢灿的文章发表前抢先将自己的论文投给了《科学通报》英文版。张生家2015年9月9日投稿，9月11日文章被接收，9月15日获得在线发表。文章发表前，北京大学和清华大学的高级领导在8月22日介入了这起纠纷，但文章仍然按期发表了。北京大学和清华大学联名致信《科学通报》，要求撤稿，以维护学术道德、学术伦理。9月16日《科学通报》编辑部回复，该刊是国际出版伦理委员会（COPE）的成员，需按COPE的规则行事；撤稿需有确凿证据证明其违反了COPE的规定。9月18日《科技日报》报道，《科学通报》英文版网站上已经检索不到张生家的论文（该报道与事实不符，该论文可以在《科学通报》英文版网站上检索到，并可供免费下载，见本条目外部链接）。
谢灿在2009年自美国回到中国，到北京大学任教，他独立设计并实施了动物对磁场感应的受体基因的研究。有的动物即使在天黑时也不会迷失方向，因为它们可以凭借地磁场确定南北方向。动物磁感应受体蛋白就是动物体内可以感应地磁场并依此定位的蛋白质。张生家认为这是一项诺贝尔奖级别的发现。接受《自然》杂志采访时，张生家称他觉得他的研究会让他赢得诺贝尔奖。《澎湃新闻》的报道中，北京大学生命科学学院教授李毅也认为这是一个诺贝尔奖级别的发现，他说此前国际上对动物如何定位的研究尚属空白，谢灿是首个找到这一基因的人。谢灿并不同意“诺贝尔奖级”的看法。谢灿在2012年首次成功地筛选、鉴定了这一基因。这个受体基因简称磁受体，被命名为MagR。此后，谢灿又用了两年的时间，经过结构生物学、生物物理学研究，认定这一基因介导动物感知磁场，这很可能就是动物迁徙和生物导航的基础。2014年12月8日，谢灿研究组将论文提交《自然》杂志。由于这一研究新颖、重大，文章迅速进入送审阶段。
做出发现后，谢灿有一次在课堂上提到了他的这项研究。张生家获知之后，托人引见，拜访了谢灿。按照谢灿的说法，2015年4月的时候张生家和清华大学鲁白教授的学生一起来访，他因此误以为张生家是鲁白的助手；谢灿和鲁白的研究组有合作，谢灿就把自己的研究数据和相关资料提供给了张生家。谢灿说，与他合作的组很多，他把基因提供给了六个课题组，“科学圈子是比较开放的，我不会对合作者藏着掖着”。在谢灿和张生家的邮件、微信交流中，双方达成“君子协定”。协定有两个方面。其一是张生家的论文必须要等到谢灿投给《自然材料》的那篇文章发表之后才能发表，而且需要注明谢灿实验室的工作。其二，谢灿须是张生家论文的合作者。然而，2015年8月，张生家突然提出要提前发表他的论文。
8月22日，张生家与谢灿争执不下，清华大学和北京大学两校的领导介入。谢灿向两所学校提交了《关于清华大学张生家在与北京大学谢灿关于动物磁感应受体蛋白项目的合作中违背学术道德行为的情况说明》，附上了他与张生家的微信、邮件记录，希望“北大和清华能启动学术道德调查和相关程序阻止张生家私自投稿的行为”。收到信件后，清华大学施一公回复“清华会严格按照学术道德规范要求清华的老师对待合作”。然而，文章依旧发了出来，北京大学的谢灿等人并未出现在作者名单中，张生家只是在文章的致谢里说到“蛋白基因来自谢灿实验室”。
张生家对此事的回应是，并没有抢发论文的事情。张生家表示，他和谢灿的研究内容不一样，所以不算是抢发。“说抢发成果绝对不可能，所有的数据都在我手上，他发他的，我发我的，不存在抢发”。张生家称，谢灿只是用生物化学的手段做了鉴定，是他想到用磁场和磁蛋白控制细胞。谢灿回应说，这是个非常显然的想法，而且之前一年谢灿申请的一项专利里就含有这个点子。北京大学生命科学学院研究员罗述金评价说，相比而言，张生家的研究处在谢灿的下游。《自然》杂志网站报道，张生家的这篇论文受到了不少争议，如哈佛医学院的James Chou评论称这篇文章没有对现象给出合理的解释，甚至连推断都没有。
张生家称，双方只有口头协议，没有书面协议。张生家承认他和谢灿曾有合作协议，而且谢灿承诺不会将数据给其他科学家。张生家说，北京大学后来打算与清华大学的另一名教授分享研究成果，这样做事实上已经取消了此前的合作协议。谢灿表示，他不可能做这样的承诺。张生家称，他与谢灿达成的协议与鲁白无关，而谢灿否认了这种说法。鲁白声称，应清华大学校方要求，他对此事不发表评论。《自然》杂志网站还透露，根据杂志所见的文档，鲁白曾投诉张生家盗用自己的材料和想法，清华大学已对此展开调查。